# Vinobraní (Antonín Ivanský)
Vinobraní je exteriérová pískovcová skulptura v městském obvodu Poruba města Ostrava. Nachází se také v nížině Ostravská pánev, Moravskoslezském kraji a Horním Slezsku.

## Historie a popis díla
Autorem skulptury z hořického pískovce, která byla odhalena v roce 1952, je český sochař Antonín Ivanský (1910-2000) a spoluautorem je asi také Jindřich Wielgus. Na kvádrovém podstavci je umístěna sedící oblečená žena/dívka s plody vinné révy v pravé ruce. Výška sochy je 2 m. Skulptura v duchu socialistického realismu měla být původně umístěna na vysoké budově, avšak je umístěna na trávníku malého parku. Místo je celoročně volně přístupné.

## Galerie

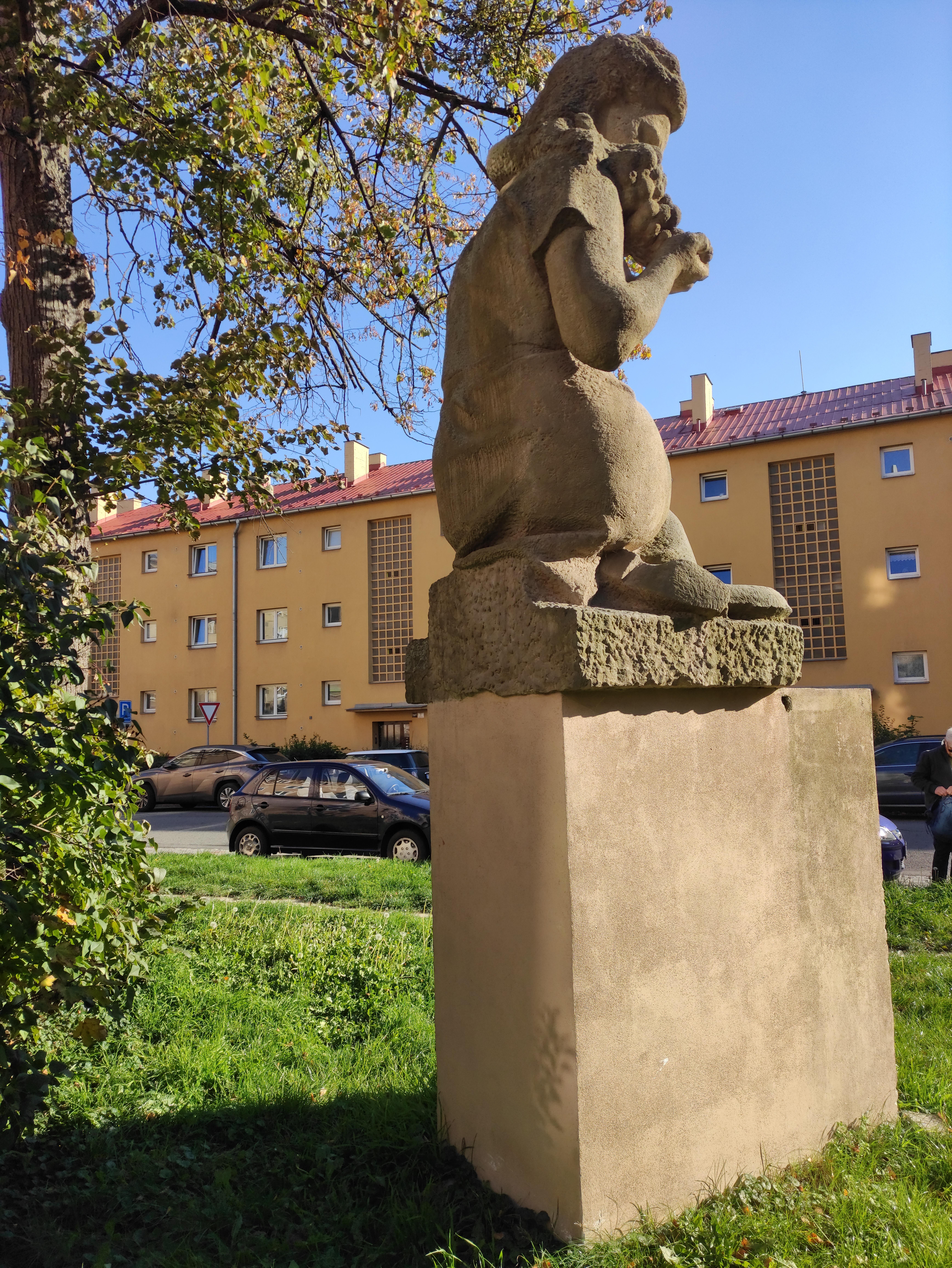
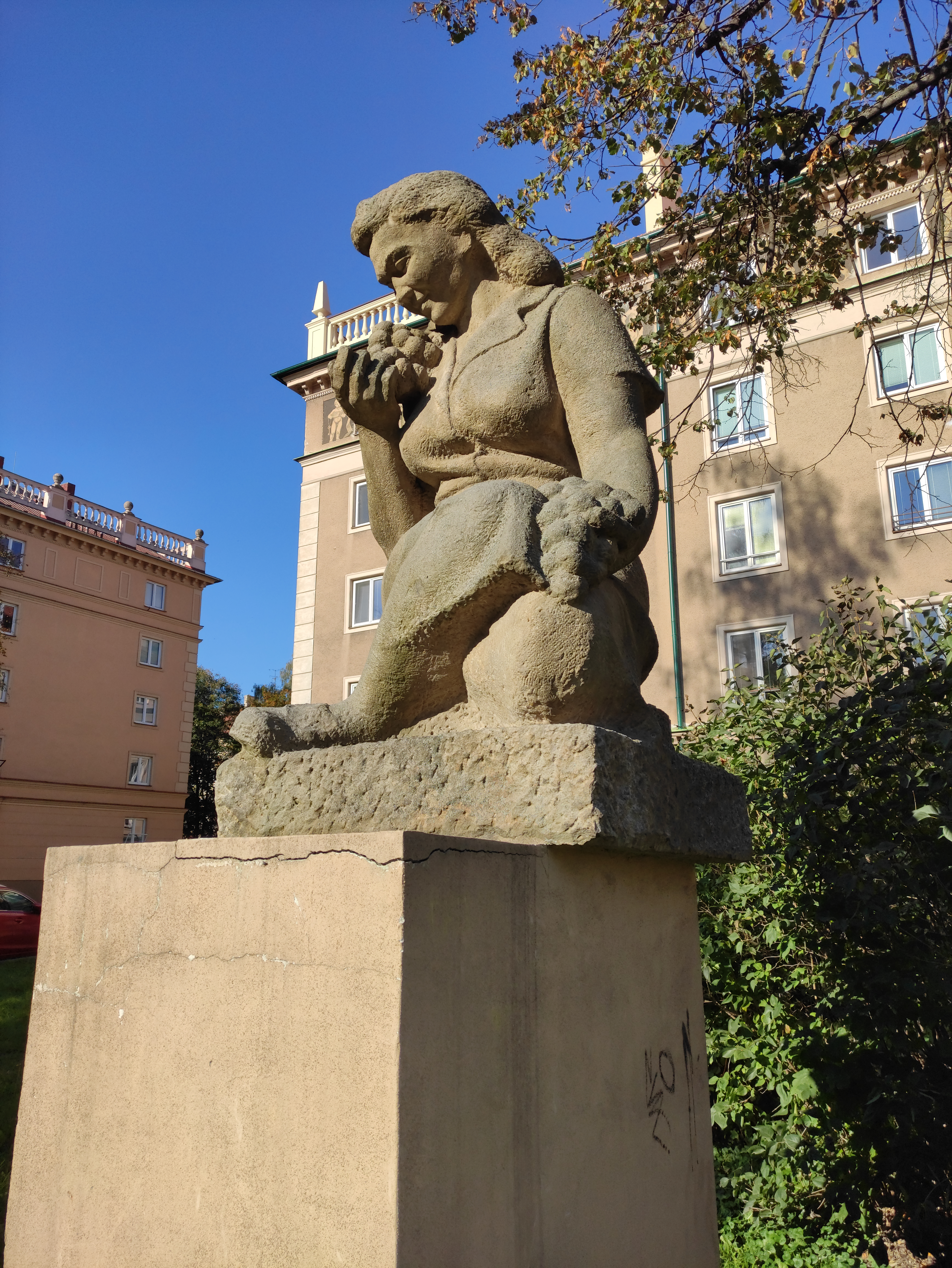